# (15618) Lorifritz
(15618) Lorifritz es un asteroide perteneciente al cinturón de asteroides, descubierto el 27 de abril de 2000 por el equipo del Lincoln Near-Earth Asteroid Research desde el Laboratorio Lincoln, Socorro, Nuevo México.

## Designación y nombre
Designado provisionalmente como 2000 HF11. Fue nombrado en honor a Lori A. Fritz por su logro como finalista en el Discovery Young Scientist Challenge (DYSC) de 2001, una competencia de ciencias para escuelas intermedias. Lori es una estudiante de la escuela secundaria Beech Grove en  Beech Grove, Indiana.

## Características orbitales
Lorifritz está situado a una distancia media del Sol de 2,287 ua, pudiendo alejarse hasta 2,615 ua y acercarse hasta 1,958 ua. Su excentricidad es 0,144 y la inclinación orbital 2,213 grados. Emplea 1262,89 días en completar una órbita alrededor del Sol.

## Características físicas
La magnitud absoluta de Lorifritz es 16,51. Tiene 1,582 km de diámetro y su albedo se estima en 0,281.